# Ortwinkel
Ortwinkel ist ein Wohnplatz des Ortsteils Rademin der Stadt Arendsee (Altmark) im Altmarkkreis Salzwedel in Sachsen-Anhalt.

## Geografie
Der kleine Wohnplatz Ortwinkel liegt etwa 2½ Kilometer östlich von Rademin in der gleichnamigen Gemarkung. Er umfasst heute sechs Bauernhöfe und ein Einfamilienhaus.

## Geschichte

### 19. Jahrhundert
Bei der Separation der Gemeinde Rademin wurden 1846 Christoph Schernikau aus Rademin mehrere Ackerstücke zugesprochen, darunter die Flur Der Ort Winkel. Als Dokument für Gründung von Ortwinkel wird die Baugenehmigung vom 20. April 1843 für die Umsetzung der Gebäude des Christoph Schernikau von Rademin zum neuen Wohnplatz betrachtet, der fortan mit dem vorher schon existierenden Flurnamen „der Ort Winkel bey Rademin“ bezeichnet wird.
Ortwinkel gehörte immer zu Rademin im Kreis Salzwedel, den späteren Landkreis Salzwedel.

### Herkunft des Ortsnamens
Das deutsche Wort „Ort“ steht für die Bedeutung „Spitze, Ende, Rand“. Das ist hier bezogen auf den Rand Gemarkung (Feldmark) Rademin. Der Wortstamm tritt auch auf in Namen wie Ortacker oder Orthalde. Die Siedlung ist in eine Talenge eingeschoben.

### Wüstung bei Ortwinkel
Wilhelm Zahn beschrieb im Jahre 1909 die Lage der Wüstung:  Auf der äußersten Ecke der Feldmark von Rademin, 2,4 Kilometer nordöstlich vom Dorf Rademin, liegt ein Feld, Ortwinkel genannt. Daran stoßen südlich erst „die wüsten, kurzen und langen Ruten“, dann die „Krappen“, im Westen stoßen daran, nördlich der Eisenbahn Stendal-Salzwedel, „die wendischen Kirchhöfe“, die „wüsten Kehrstoppeln, die wüsten Bauerländer, die wüsten Koster Ruten“. Zahn meint hier hat unzweifelhaft eine alte Siedlung gelegen, deren Name verschollen ist.
400 Meter westlich dieser Wüstung entstand der Wohnplatz Ortwinkel.

### Einwohnerentwicklung
| Jahr | Einwohner |
| ---- | --------- |
| 1871 | 39        |
| 1885 | 36        |
| 1895 | 45        |
| 1905 | 33        |
| 2014 | [0]20     |

Quelle, wenn nicht angegeben, bis 1905:

## Religion
Die evangelischen Christen aus Ortwinkel sind nach Rademin eingekircht. Heute gehört die Kirchengemeinde Rademin zum Pfarrbereich Fleetmark-Jeetze im Kirchenkreis Salzwedel im Propstsprengel Stendal-Magdeburg der Evangelischen Kirche in Mitteldeutschland.

## Kultur und Sehenswürdigkeiten
1893, fünfzig Jahre nach Umsiedlung zum neuen Ackerplan ließen die Familien des Ortes einen Gedenkstein errichten, einen ein Meter hohen, aus Sandstein gearbeiteter Obelisken, der auf einer quadratischen Sandsteinplatte fußt. Er trägt auf der Nord- und Südseite Inschriften mit den Namen der Familien auf der Rückseite.
Der Text auf der Westseite konnte mit Hilfe des Einladungsschreibens rekonstruiert werden, das 1893 in der Salzwedel-Gardelegener Zeitung abgedruckt worden war:
„Zur | Erinnerung | an das 5[0.] [jährige] | [E]ntste[hungs]fest | der C[olonie] | Ortwinkel | am 11. u. 12. Juni | 1893“